# Marta Robles
Marta Susana Robles Gutiérrez más conocida como Marta Robles (Madrid, 30 de junio de 1963) es una periodista y escritora española.

## Trayectoria
Es licenciada en Ciencias de la Información, rama de Periodismo, por la Facultad de Ciencias de la Información (Universidad Complutense de Madrid). Comienza a trabajar antes de terminar la carrera en la revista Tiempo en 1987. En 1988 trabajó en Canal 10, la televisión por satélite que creara José María Calviño antes del nacimiento de las privadas y que emitía desde Londres. Allí coincide con Mon Santiso o Daniel Écija, entre otros. En 1989 daría el salto al mundo de la radio, presentando el programa Caliente y frío de Radio Inter que compatibilizaría con su trabajo en televisión.
De ahí pasa a la Cadena SER, donde dirige y presenta un espacio de madrugada titulado De la noche a la mañana (1989), que compagina con su trabajo de coordinadora, guionista y presentadora del magacín regional de TVE-Castilla-La Mancha, que entonces emitía desde el centro de Paseo de La Habana. Cuando el centro se traslada a Toledo, decide probar suerte en Telemadrid, una recién creada televisión autonómica, en la que primero presenta la continuidad, después el programa El ruedo, más tarde dirige y presenta Verano en El Escorial y seguidamente el magacín cultural A todo Madrid. Finalmente presenta junto a Rafa Luque el Telenoticias Fin de semana. Permanece en la televisión autonómica hasta 1991.
En 1992 entra como redactora de Entre hoy y mañana (Informativos Telecinco) que también presentará en algunas ocasiones.
Vuelve a la Cadena SER en 1993, donde conduce El Serial (1993) con Javier Capitán y Luis Figuerola-Ferreti y dirige y presenta Si amanece nos vamos (1993-1994) y A vivir que son dos días (1994-1996). Compaginándolo con la radio, en 1993, Jesús Hermida la ficha para su nuevo programa de Antena 3 Con Hermida y compañía, donde se encargará de dar paso a reportajes de investigación y más adelante participa en las tertulias puestas en marcha por el periodista. Un año después se le encarga la presentación del informativo A toda página (1994-1997), en el que se recogían noticias de crónica social, sucesos, ciencia y cultura.
En abril de 1996 se le encarga la presentación del programa de recuerdo histórico Qué memoria la mía, dirigido por José María Íñigo, que sin embargo sólo se mantiene dos semanas en parrilla.
Tras abandonar la Cadena SER, entre octubre de 1996 y enero de 1997, presenta y edita la edición de las 21h00 horas de Antena 3 Noticias en sustitución de Pedro Piqueras.
En 1998 entra en Onda Cero, donde dirige y presenta el programa vespertino, A toda radio, hasta 2001. Al mismo tiempo, presenta en 1998 y siempre en Antena 3, el programa de investigación Contraportada y seguidamente los informativos internacionales de la cadena. Un año más tarde condujo en Antena 3, el magacín El tiempo pasa, corazón. En 1999 presentó el programa nostálgico de reportajes Dónde estás corazón.
En 2001 colabora con el programa de Carlos Herrera, Herrera en la onda en Onda Cero.
En 2002 presentó el programa de actualidad Equipo de Investigación en Onda 6 y además colaboró asiduamente en el programa Esta es mi historia de TVE.
En 2004 regresó a Telemadrid para presentar el magacín Gran Vía de Madrid (2004-2005) y presentar el espacio sobre moda, tendencias y actualidad Madrid a la última (2005-2011), del que también fue directora y creadora. En 2012 presentó y dirigió el magacín diario Ahora, Marta también en Telemadrid. Compaginándolo con su trabajo en televisión, entre septiembre de 2008 y junio de 2010, colabora en el programa Queremos hablar de Punto Radio presentado por Ana García Lozano.
En 2011 colabora con el programa En casa de Herrero en EsRadio.
Desde marzo de 2013 hasta junio de 2018 dirige y presenta Entre comillas, un magacín dedicado a la creación en español (literatura, cine, música, etc.) para la Agencia EFE.
Entre 2014 y 2018 colaboró en el programa de TVE Amigas y conocidas y en El cascabel de Trece. Al mismo tiempo, entre 2014 y 2015, creó, dirigió y editó la revista en línea Mass Bienestar
Desde 2016 colabora en el programa Espejo público de Antena 3 y entre septiembre de 2019 y 2021 en Está pasando de Telemadrid.
En 2018 presenta eventos en DKISS como la boda real entre Enrique de Sussex y Meghan Markle. También presenta en DKISS el programa Crímenes.
En 2021 escribió y dirigió su primer corto junto a Tamara González, basado en su novela La chica a la que no supiste amar, que ha recibido seis menciones en festivales nacionales y el premio a la mejor dirección en el Festival de Cortometrajes contra la violencia de género de Jaén. 
También ha colaborado entre otras publicaciones en Man, Woman, Panorama, Elle, Dunia, El Semanal XXL y el suplemento de La Vanguardia; en la revista y en la web de Wapa en la Guía del Ocio, en Grazia y en Objetivo Bienestar y en la Gaceta de Salamanca.
En la actualidad escribe en el periódico La Razón,  en Archiletras y en "Classpaper

## Libros publicados
- El mundo en mis manos (1991, biografía), con Pedro J. Ramírez.[8]
- La dama del PSOE (1992, biografía), con Almudena Bermejo. (Biografía de Carmen Romero[9]).
- Los elegidos de la fortuna (1999, ensayo).
- Parque Oceanográfico Universal de Valencia (2003, ensayo).[10]
- "Las once caras de María Lisboa" (2001 relatos)
- Diario de una cuarentona embarazada (2008, novela).[11]
- Don Juan (2008, colectivo, relatos).
- Madrid me Marta (2010, guía literaria).
- Luisa y los espejos (2013, novela), Premio Fernando Lara de Novela 2013.[12]
- Usted primero (2015, ensayo), con Carmen Posadas.
- Obscena. Antología de relatos pornocriminales (2016, colectivo).
- Haz lo que temas (2016, no ficción).
- A menos de cinco centímetros (2017, novela).[13]
- La mala suerte (2018, novela).
- La chica a la que no supiste amar (2020, novela)[7].
- Pasiones carnales (2021, ensayo novelado).
- Lo que la primavera hace con los cerezos (2022, ensayo novelado).
- "Mañanas De Luz Dorada" Libro Guía de viaje de Salamanca (Ilustraciones Pedro Cuadra)

Ideó, dirige y prologa la colección de True crime: Sinficción para la editorial Alrevés desde 2019.

## Premios
- Woman de Oro (1995).
- Antena de Plata (1995) de radio por Si amanece nos vamos.
- TP de Oro (1995). Mejor presentadora por A toda página.
- Antena de Oro (2000) por A toda radio.
- Premio Nacional de Periodismo Condado de Noreña (2004).
- Premio Especial de Comunicación de la Asociación de Comunicación y Relaciones Públicas de Madrid (2005).
- Premio Cosmopolitan TV (2006).
- Antena de Plata (2006) de televisión por A la última.
- Premio a la mujer mejor calzada de España (2008), otorgado por el Museo del Calzado y el jurado presidido por la Princesa Tessa de Baviera, formando parte del mismo entre otros, el cineasta Luis García Berlanga[14]
- Premio a la periodista más querida de "Madrid Prnoticias".
- Premio de comunicación y relaciones públicas en la categoría de "Especial comunicación".
- Antena de Oro (2011). Premio extraordinario.
- Premio Fernando Lara de Novela 2013 por Luisa y los espejos.[15]
- Finalista del Premio Silverio Cañada (2017) a la primera novela negra (Semana Negra de Gijón) por A menos de cinco centímetros.
- Premio especial a "La mejor de los nuestros" del FAN (Festival Aragón Negro) (2019) por su contribución a la novela negra a través de la creación del detective Roures (A menos de cinco centímetros, La mala suerte, La chica a la que no supiste amar).
- Premio Letras del Mediterráneo (2019), categoría de Narrativa, por La chica a la que no supiste amar.
- Premio Honorífico D. O. La Mancha (2019).
- Premio Alicante Noir (2021) por La chica a la que no supiste amar.
- Premio de las letras, del Ateneo Mercantil de Valencia a su trayectoria literaria (2022)
- Premio SICAB  a la trayectoria profesional 2022
- Premio Factoría Creativa de las Letras 2023, del ayuntamiento de La Rinconada (Sevilla)
- Premio Alfábega Literaria del Festival de Novela Histórico-Noir 2023.
- Premio de Cultura de la CAM, en la categoría de Literatura 2024
- Premio Tanit Spirits a la trayectoria profesional. 2024
- Premio del festival Caja Negra Crimen y Ficción, a la trayectoria periodística y literaria. 2024
- Además es Dama del Albariño, Vendimiadora mayor de Valdepeñas, Embajadora de FENAVIN y Alcaidesa de honor del Museo del Vino de Valladolid.

## Vida privada
Entre 1996 y 1997 estuvo casada con el actor Ramón Langa, padre de su hijo Ramón (1996).
Desde 2002 está casada en segundas nupcias con Luis Martín de Bustamante, padre de sus hijos Miguel (2004) y Luis (2009).